# Epinecrophylla
Epinecrophylla là một chi chim trong họ Thamnophilidae.